# Модрича

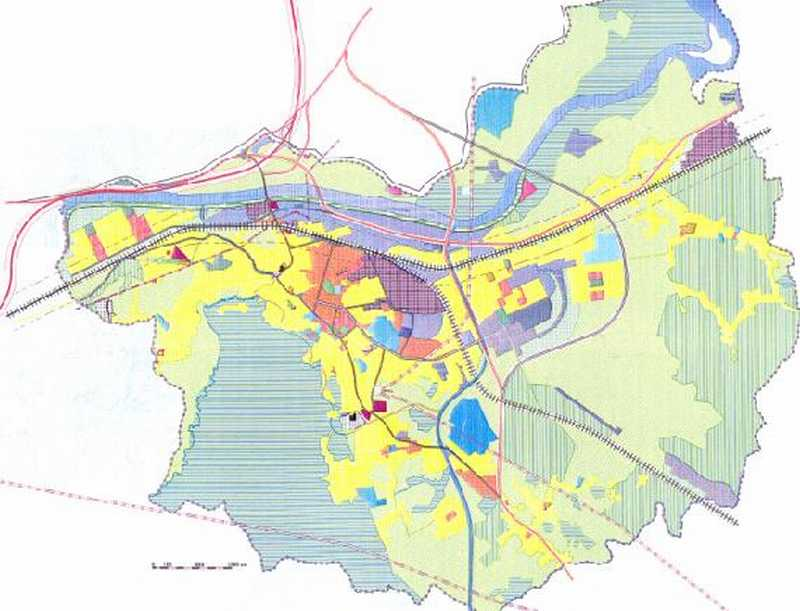
План города Модрича

Модрича (босн. и хорв. Modriča, серб. Модрича / Modriča) — город в Боснии и Герцеговине. Административно находится в регионе Добой Республики Сербской. Центр одноимённой общины.

## Население
Этнический состав населения города по переписи населения 1991 года:
- Всего — 10,454[3] (100 %)
- Боснийцы — 5,252 (50,23 %)
- Сербы — 2,420 (23,14 %)
- Югославы — 1,347 (12,88 %)
- Хорваты — 1,134 (10,84 %)
- Другие — 301 (2,87 %)

Численность населения города по переписи 2013 года составила 10 137 человек, общины — 27 799 человек.

## Климат
По географическому положению климат муниципалитета Модрича классифицируется как умеренный континентальный. Средняя годовая температура составляет 12,5 °C, годовое количество осадков — 850 мм. В течение года в среднем 170 облачных дней, 80 солнечных, а остальные переменные. Местность богата на чернозём и малые реки.